# Ceropegia papillata
Ceropegia papillata ist eine Pflanzenart aus der Unterfamilie der Seidenpflanzengewächse (Asclepiadoideae). 

## Beschreibung

### Erscheinungsbild und Blatt
Ceropegia papillata ist eine ausdauernde krautig Pflanze. Als Überdauerungsorgan wird eine mit einem Durchmesser von 30 mm und einer Höhe von 10 mm abgeflacht-kugelige Wurzelknolle mit rissiger Rinde gebildet. Die jährlich neu austreibenden, fein flaumig behaarten und kaum verzweigten Sprossachsen sind bis zu 1 Meter (in Ausnahmefällen auch bis zu 3 Meter) lang und windend mit einem Durchmesser von 1,5 mm. 
Die Laubblätter sind in Blattstiel und Blattspreite gegliedert. Die Blattstiel ist 12 bis 24 mm lang (in Ausnahmen auch bis 50 mm). Die Blattspreiten sind bei einer Länge von 2,5 bis 6,5 cm und einer Breite von 1,3 bis 3 cm eiförmig mit stumpfem bis lang zugespitztem oberen Ende. Die Spreitenbasis ist einfach, kann gelegentlich auch herzförmig, pfeilförmig bis dreizipfelig sein. Bei jungen Pflanzen sind die basalen Zipfel gerundet und durch einen kleinen Sinus getrennt. Bei älteren Pflanzen überlappen sich die Zipfel und schließen einen rautenförmigen Sinus ein. Die Blattoberseite sowie -unterseite ist dünn bis dichtig flaumig behaart und die Blattränder sind bewimpert.

### Blütenstand und Blüte
Der Blütenstand ist ungestielt bis sehr kurz gestielt. Die Sprossachsen tragen an vielen Knoten, dichte Büschel von 10 bis 20 Blüten. Gewöhnlich sind mehrere Blüten gleichzeitig offen. Die flaumig behaarten Tragblätter sind bei einer Länge von 4 bis 8 mm linealisch-nadelförmig Die Blütenstiele sind  8 bis 12 mm lang. 
Die zwittrigen Blüten sind zygomorph und fünfzählig mit doppelter Blütenhülle. Die fünf rau behaarten Kelchblätter sind bei einer Länge von 3 bis 5 mm und einer Breite von etwa 0,5 mm schmal dreieckig. Die Blütenkrone ist leicht gebogen und 1,6 bis 2,5 cm lang. Die fünf Kronblätter sind zu einer außen kahlen, 11 bis 20 mm langen Kronröhre (Sympetalie) verwachsen. Das untere Drittel der Kronröhre, auch „Kronkessel“ genannt, ist mit einer Länge von etwa 4 mm und einem Durchmesser von etwa 5 mm birnenförmig aufgebläht. Innen sitzen entlang der Adern kräftige Papillen. Der „Kronkessel“ ist außen weißlich-grün. Oberhalb des „Kronkessel“ nimmt der Durchmesser der Kronröhre ziemlich abrupt auf 1,5 mm ab, um sich zur Blütenmündung wieder auf 3,5 bis 5 mm erweitern. Die Kronröhre ist innen kahl, außen purpurfarben überhaucht, zur Blütenöffnung hin dunkelbraun. Innen ist die Öffnung mit einer dunkelgrünen oder schwarzen Äderung auf weißem Grund versehen. Die Kronblattzipfel sind bei einer Länge von 4 bis 7 mm und einer Breite von etwa 2 mm linealisch-spatelig mit einer dreieckigen Basis. Die Lamina der Zipfel sind entlang der Längsachse zurückgebogen, an der Basis sind nur die Ränder zurückgebogen, und die Enden sind verwachsen. Die Zipfel bilden somit eine kugelige käfigartige Struktur. Die obere Hälfte und die Ränder der unteren Hälfte sind schwärzlich-grün. In der unteren Hälfte sind die Zipfel innen weiß mit einer zentralen dunkelgrünen Linie, der Kiel ist hier behaart. Die weißliche, durchscheinende Nebenkrone ist gestielt, die Basis ist becherförmig verwachsen und hat eine Länge von 2 mm sowie eine Breite von ebenfalls 2 mm. Die Zipfel der interstaminalen, äußeren Nebenkrone sind dreieckig bis rechteckig, 1 bis 1,8 mm lang, an der Basis 0,5 mm breit und am oberen Rand stumpfwinklig oder bifid eingeschnitten (drei Zähne bildend, die Zähne sind purpurfarben). Die Zipfel stehen aufrecht oder sind leicht nach innen eingekrümmt. Die Zipfel der staminalen, inneren Nebenkrone sind linealisch-spatelförmig, 1,5 mm lang und 0,3 mm breit. Sie stehen aufrecht und neigen sich am äußeren Ende zusammen, am äußersten Ende oft wieder leicht zurückgebogen. Sie sind purpurfarben und fein oder auch deutlich papillös. Die Staubblätter sind annähernd quadratisch und überragen den gerundeten Griffelkopf. Die hellgelben Pollinien sind eiförmig und messen 0,25 bis 0,28 mm × 0,12  bis 0,16 mm. Das Corpusculum ist linealisch, dunkelbraun und misst 0,12 bis 0,16 mm × 0,04 mm.

### Frucht und Samen
Die paarigen Balgfrüchte stehen in einem spitzen Winkel zueinander. Die Balgfrüchte sind bei einer Länge von 7,5 bis 12 cm und einem Durchmesser von 2 bis 3 mm schlank spindelförmig. Die Samen sind 5 bis 6 mm lang und 2 bis 2,5 mm breit. Der Haarschopf ist 10 bis 15 mm lang.

### Ähnliche Arten
Ceropegia papillata ist nahe mit Ceropegia claviloba, Ceropegia paricyma und Ceropegia cordiloba verwandt. Wahrscheinlich ist auch Ceropegia meyeri-johannis nahe verwandt. Die meisten Exemplare, die von den Autoren als Ceropegia meyeri-johannis var. verdickii bestimmt wurden, gehören in Wirklichkeit zu Ceropegia papillata.

## Vorkommen
Ceropegia papillata kommt in Tansania im Rungwe-Distrikt, Ufipa-Distrikt, Iringa-Distrikt und im Songea-Distrikt vor. Das weitere Verbreitungsgebiet erstreckt sich von der Demokratischen Republik Kongo, Sambia bis nach Malawi. Ceropegia papillata gedeiht in Brachystegia-Wäldern und Galeriewäldern in Höhenlagen von 400 bis 2220 Meter.

## Taxonomie
Die Erstbeschreibung von Ceropegia papillata erfolgte 1898 durch Nicholas Edward Brown in Bulletin of Miscellaneous Information Kew 1898, S. 308.  Herbert Huber in seiner Revision der Gattung Ceropegia wertete ein weiteres Taxon, das Werdermann 1939 aufgestellt hatte, Ceropegia cordiloba zur Varietät von Ceropegia papillata ab. Dieser Bewertung folgten spätere Autoren, bis Patrick Siro Masinde in Goyder et al. 2012 die Abwertung wieder rückgängig machte und Ceropegia cordiloba wieder als eigenständige Art behandelte.

## Belege